# Fox terrier

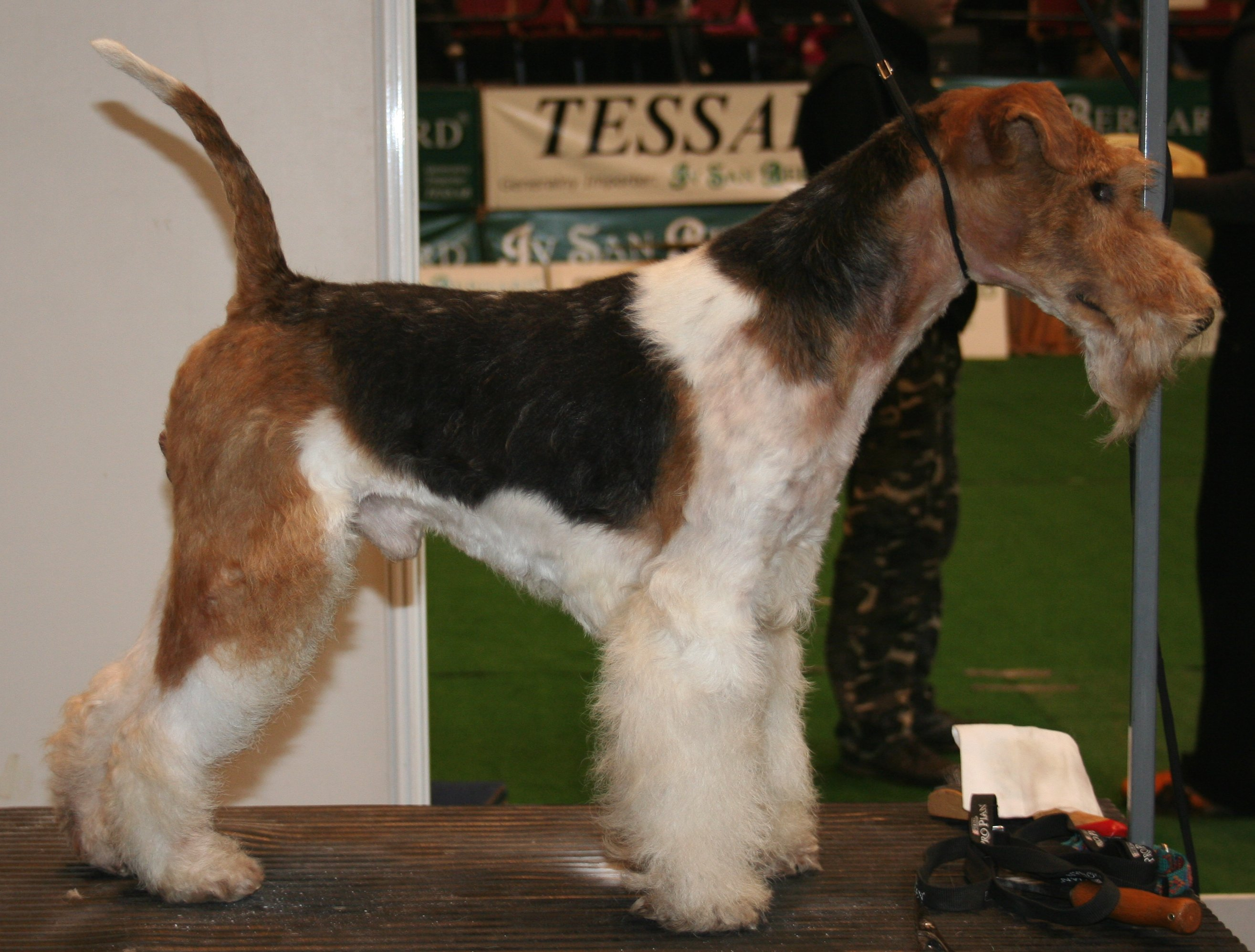
Fox terrier.

El Fox terrier és una raça de gos que era usada antigament per fer sortir les guineus dels seus amagatalls quan eren perseguides per gossos de rastreig. Actualment aquest Terrier s'utilitza com animal de companyia. Hi ha dos tipus de Fox terrier, el Fox terrier de pèl dur (filferro) i el Fox terrier de pèl llis. Tots dos es van desenvolupar a Anglaterra fa uns dos-cents anys i probablement descendeixin de diferents ancestres.
Les dues varietats de Fox terrier van ser creuades per donar a la versió de pèl dur el color blanc i un cap més definit que el mostrat en l'altre tipus. Actualment es manté la divisió perquè cada varietat conservi el seu pelatge característic, que és en definitiva suau i llis en el Fox terrier de pèl llis, i dur i encarcarat en el Fox terrier de pèl dur. D'altra banda són pràcticament iguals, amb el blanc com a color predominant i amb taques negres o castanyes. El Fox terrier té un cap prim i bastant allargat, crani pla, musell llarg, orelles petites en forma de V i ulls foscos. El pit és profund però no ample, el llom és curt i recte, els malucs són musculosos i la cua és de port alt.
El Fox terrier més modern, catalogat com a nova raça, és el Fox terrier xilè.

## Origen
Aquesta raça de gossos va ser creada per ajudar en la caça de la guineu. Abans de la seva creació, la cacera solia acabar en fracàs quan la guineu aconseguia amagar-se en el seu cau. La introducció del fox terrier en la caça va resoldre parcialment aquest problema: quan la guineu tractava d'escapolir-se sota terra, el terrier era enviat en la seva recerca. Això va donar lloc als requeriments concrets d'aquesta raça: en primer lloc, tenir la resistència necessària per a córrer al costat del grup de cacera; segon, ser prou petit per a introduir-se en el cau de la guineu; i tercer, ser dur i fort, ja que una guineu acorralada al seu cau podria tractar de rebutjar l'intrús i generar un enfrontament.
El terme Fox terrier es va emprar de forma genèrica en l'última part del segle xix. Es referia a un grup de gossos de diferent tipus que eren criats per a la caça. Aquest tipus de gossos eren anomenats generalment foxies (guineuers en anglès), sense importar el seu tipus o grandària. El primer Fox terrier, un gos anomenat "Foil" o "Vell Foil", va ser registrat pel Kennel Club al voltant del 1875 o 1876, i amb la seva cria va començar el procés d'estandardització.
Aquests gossos són molt intel·ligents, el seu principal defecte és la reacció que tenen cap a altres gossos. No obstant això amb les persones són molt nobles. A més és una raça de gos que,  sobretot al nord d'Espanya, s'utilitza com a caçador de guineus i senglars.

## Caràcter
El Fox terrier és un gos vital i elegant. És alegre, intel·ligent, valent i totalment terrier. És llest i atractiu, posseeix un gran optimisme i una bravesa inqüestionable. És un gos bonic, desitjable com a company i útil. A més a més és un gos de bona mida i fàcil de tenir en un pis a la ciutat. De tota manera, és un gos molt actiu i li agrada tenir un amo tan interessat per la vida com ell.
Els Fox terrier són, bàsicament, gossos sensats. No es quedaran drets al jardí bordant durant hores, com sí que farien altres races, sinó que bordaran quan sentin un soroll per alertar els seus amos. És un lluitador nat i gaudirà amb una baralla de tant en tant, o si més no gaudirà perseguint un gat fins que aquest pugi a un arbre. Tots els terrier, donat el seu instint, tenen tendència a excavar al jardí si s'avorreixen.
S'ha de determinar des d'un bon principi qui serà el cap a casa, però, per la seva intel·ligència, són gossos fàcils d'ensinistrar i és senzill viure amb ells. Són mascotes sensacionals que gaudeixen enormement amb la seva família i amb les seves activitats. Actualment passen més temps asseguts en un sofà que perseguint feristeles pel camp. El color blanc procedeix d'un "gen moteador" que actua restringint la formació de color en major o menor grau, no estant relacionat amb l'albinisme en cap cas.